# Racionalización (economía)
En economía, la racionalización representa el intento por cambiar un flujo de trabajo ad hoc preexistente hacia otro basado en una serie de reglas normativas. Dada la tendencia moderna a cuantificar la experiencia, el conocimiento y el trabajo, la racionalidad orientada a objetivos es utilizada para calcular de forma precisa todo lo necesario para alcanzar las metas propuestas.
El Reichskuratorium für Wirtschaftlichkeit alemán definió la racionalización en 1927 como «un sistema de organización económica que debe provocar un acrecimiento del bienestar nacional, por una rebaja de los precios, un aumento de la cantidad y un mejoramiento de la calidad de los productos disponibles». Instrumentos de la racionalización son: la máquina en la fábrica y la organización técnica y científica en la oficina. En su esencia la racionalización no es un fenómeno nuevo: su más inmediato precursor es la llamada "revolución industrial" del siglo XIX.